# Rhadinaea laureata
Rhadinaea laureata este o specie de șerpi din genul Rhadinaea, familia Colubridae, descrisă de Günther 1868. A fost clasificată de IUCN ca specie cu risc scăzut. Conform Catalogue of Life specia Rhadinaea laureata nu are subspecii cunoscute.